# Wanda Koczeska
Wanda Koczeska (ur. 17 lutego 1937 w Warszawie, zm. 15 grudnia 2008 pod Warszawą) – polska aktorka teatralna i filmowa.

## Życiorys
W 1959 ukończyła warszawską Państwową Wyższą Szkołę Teatralną. W latach 1959–1968 występowała w stołecznym Teatrze Ateneum, później pracowała w zespołach teatrów – Kwadrat (1974–1987), Narodowego (1987–1990) i Na Woli (1990–1992).
Jej pierwszą rolą filmową była Agnieszka w obrazie Rancho Texas w reżyserii Wadima Berestowskiego. Wystąpiła m.in. w Drugim człowieku, Niewinnych czarodziejach Andrzeja Wajdy (1960), „Awatarze”, czyli zamianie dusz Janusza Majewskiego (1964) i Dziewczętach z Nowolipek Barbary Sass (1985). Zagrała także w serialach Stawka większa niż życie (1967–1968), Życie na gorąco (1978) i Tulipan (1986) oraz w spektaklach telewizyjnego Teatru Sensacji „Kobra”. W ostatnich latach występowała również na scenach we Włoszech i Irlandii, współpracując z synem, reżyserem Michałem Znanieckim.
W 1979 została odznaczona Złotym Krzyżem Zasługi.
Zginęła w wypadku samochodowym pod Warszawą. Została pochowana na starym cmentarzu na Służewie.

## Filmografia
- Rancho Texas (1958) jako Agnieszka
- Niewinni czarodzieje (1960) jako Mirka
- Drugi człowiek (1961) jako Elżbieta
- Jadą goście, jadą (1962) jako dziewczyna z Gdańska
- Daleka jest droga (1963) jako Niemka
- Liczę na wasze grzechy (1963) jako Elżbieta
- „Awatar”, czyli zamiana dusz (1964) jako hrabina Magdalena Łabińska
- Ping-pong, część cyklu telewizyjnego Perły i dukaty (1965) jako Teresa
- Głos ma prokurator (1965) jako Jadwiga Trepa
- Zmartwychwstanie Offlanda (1967) jako żona Offlanda
- Stawka większa niż życie (1967–1968) jako Basia Reczko, sekretarka Reila w odc. 2
- 07 zgłoś się (1976–1987) jako Joanna Wolińska, kochanka Weredy w odc. 3 (gościnnie)
- Palace Hotel (1977) jako pani Lacoste
- Życie na gorąco (1978) jako żona Ottona Ildmanna w odc. 1 (gościnnie)
- Dorota (1978) jako uczestniczka przyjęcia
- Pałac (1980) jako księżna
- 5 dni z życia emeryta (1984) jako majorowa Błaszyńska (gościnnie)
- Menedżer (1985) jako Maria Mierzeńska
- Dziewczęta z Nowolipek (1985) jako profesorowa
- Tulipan (1986) jako matka Marzeny w odc. 3
- Piggate (pol. Świnka) (1990) jako ciotka Anny Montini
- Klinika samotnych serc (2005) jako Nina Rozalska (gościnnie) w odc. 8-10, 15
- Determinator (2007) jako matka Piotra w odc. 1-4, 6, 10-11